# David Maasbach
David Maasbach (Gouda, 31 augustus 1959) is een Nederlandse evangelist en voorganger uit de pinksterbeweging. Hij had eerder een eigen tv-programma, uitgezonden door SBS6.
Hij is de oudste zoon van Johan Maasbach, een van Nederlands bekendste evangelisten. Ook is hij directeur van de Stichting Johan Maasbach Wereldzending en pastor van het Capitol Evangelie Centrum in Den Haag.

## Levensloop
Op jonge leeftijd verliet David Maasbach voortijdig de Grafische School om voltijds te gaan werken in de drukkerij van de Stichting Johan Maasbach Wereldzending te Den Haag. Na ongeveer acht jaar kwam hij op andere afdelingen te werken van het zendingswerk. In dezelfde tijd diende hij in de kerk waar zijn vader voorging: het Capitol Evangelie Centrum in Den Haag.
Na zich lange tijd te hebben ingezet voor de jeugd groeide hij toe naar medevoorgangerschap met zijn vader. In 1988 trouwde hij met Regina van de Groep. Zij kregen drie kinderen. Dochter Jesselyn is heden ten dage aanbiddingsleider en hoofd van Maasbach Worship. In 1993 zegende evangelist Johan Maasbach zoon David en schoondochter Regina in om het leiderschap van het gehele zendingswerk over te nemen en voort te zetten. In 1997 overleed Johan Maasbach. David Maasbach is van mening dat hij het zendingswerk moet voortzetten in dezelfde geest en met dezelfde visie en doelstelling als zijn vader heeft gedaan.
In 1996 ontving David Maasbach een eredoctoraat in de Godgeleerdheid van de Zoë Universiteit in Jacksonville, Florida, de bijbelschool waar de voorgangers van de Johan Maasbach Wereldzending worden opgeleid. Hij heeft verschillende boeken geschreven en een groot aantal artikelen voor het maandblad Nieuw Leven. Intussen is het zendingswerk naar eigen zeggen "door Gods genade uitgegroeid tot een wereldomvattend bolwerk om het evangelie op grote schaal te verbreiden". Broer John T.L. Maasbach en zijn vrouw Godelieve hebben hier internationaal een groot aandeel in.

## Preken op de televisie
Vader Johan Maasbach was de eerste Nederlandse pinksterprediker die gebruikmaakte van de televisie als middel tot verkondiging. In 1985 kocht hij daarvoor apparatuur en richtte een studio in en begon diensten op VHS-band te zetten. Aanvankelijk werden deze diensten nooit op televisie uitgezonden. Maasbach verscheen wel regelmatig op de Nederlandse televisie als gast in praatprogramma's.
Begin jaren negentig werd reguliere uitzending van pinksterdiensten op tv wel mogelijk onder de naam 'Revival Time' op Lokatel, de voorloper van RTV West. Ook werd uitgezonden op Dom-TV in Utrecht. David Maasbach bracht in deze programma's de boodschap van het evangelie van Jezus Christus; hij was inmiddels voorganger van het Capitol Evangelie Centrum in Den Haag. Bij de oprichting van RTV West werd het programma ook in de programmering opgenomen.
In 2006 kreeg het programma een andere titel: David Maasbach: de man met de boodschap. Het programma bevat sindsdien interviews, samenzang, optredens en prediking van David Maasbach, opgenomen in het Capitol Evangelie Centrum te Den Haag. Naast RTV West verhuurden ook RNN7 en Stads TV Utrecht zendtijd aan Maasbach. Ook op de digitale zender NCRV/Geloven was Maasbach te bekijken.
Op 29 februari 2008 sloot Stichting Johan Maasbach Wereldzending een overeenkomst met SBS Broadcasting om het televisieprogramma David Maasbach iedere zondag tussen 09.00 en 10.00 uur uit te zenden op SBS6. Hoeveel geld ermee gemoeid was, wilde geen van beide partijen kwijt. Het was voor het eerst dat een Nederlandse kerk vaste zendtijd verkreeg op een landelijke commerciële zender. Later ging het programma met de titel David Maasbach door het leven met de slagzin 'De televisiekerk van Nederland' en werd het uitgezonden in Nederland via SBS6 en TV West. Verder wordt het programma ook uitgezonden in Suriname en Curaçao. De uitzendingen trokken gemiddeld 3.000 tot 8.000 kijkers per zondag. Na negen jaar stopten de uitzendingen omdat er geen geld meer was voor het inkopen van de zendtijd. Vanaf 5 juni 2017 heeft Maasbach vijf maal per week een programma bij de christelijke evangeliezender Family7. Directeur Dolf van de Vegte stelde dat de boodschap van het evangelie er centraal in zal staan. Deze afleveringen werden ruim 3 jaar uitgezonden. Sindsdien zendt hij uit via het YouTube-kanaal Maasbach TV.

## Kritiek
Er zijn in de loop der tijd veel leden van Maasbachs kerk zelf vertrokken, of door hem gedwongen te vertrekken, omdat ze kritiek leverden op de gang van zaken, wat niet getolereerd wordt. Ook zijn vader Johan Maasbach heeft dit meegemaakt toen zijn rechterhand Jan Zijlstra na 30 jaar medewerking vertrok in 1992. Volgens Zijlstra werd hij voor een keus gesteld: of zijn diensten veranderen of opstappen. Zijn gebedsgenezingsdiensten hadden een andere vorm dan die van Maasbach en hij trok steeds meer mensen. Zijlstra zei daarover in 1994: "Maasbach heeft misschien gedacht: als dat zo doorgaat krijgen ze steeds grotere meetings. Ze hebben misschien aan concurrentie gedacht." Samen met Zijlstra verlieten ook zes van de twaalf andere voorgangers de beweging.
David Maasbach schreef in zijn autobiografie Verlies nooit je geloof zonder namen te noemen uitgebreid over de kwestie en typeert de breuk als een "aanval van binnenuit" op het werk van zijn vader. Veel ex-leden uit zijn kerk beschuldigen hem ervan dat hij zich van een evangelische voorganger tot een sekteleider heeft ontwikkeld. Kenmerken daarvan noemen ze het volgens hen dictatoriale gedrag van Maasbach, zijn zelfverrijking en dat hij zichzelf onaantastbaar verklaard heeft voor kritiek omdat hij volgens hemzelf een 'dienstknecht des Heeren is' die rechtstreeks van God zelf zijn orders krijgt.
Als drukmiddel op de achterblijvers in de gemeente wordt door David Maasbach afgedwongen dat ieder contact met ex-leden verbroken moet zijn of zelfs met naaste familieleden. Inmiddels is ook de schoonfamilie van David Maasbach, de familie van zijn vrouw Regina, uit de gemeente gezet en mogen zijn vrouw en kinderen geen enkel contact meer met hen hebben.
Het is bekend dat David Maasbach nooit ingaat op kritiek, maar in zijn autobiografie Verlies nooit je geloof schreef hij dat hij geen pijn en verdriet heeft vanwege hetgeen mensen hem aandoen met alles wat zij zeggen, schrijven en doen, want hij heeft nog geen spijkers in zijn handen, geen doornenkroon op zijn hoofd en geen doorploegde rug.

## Trivia
- In een ludiek bedoelde verkiezing tot 'grootste christelijke leider van Nederland'[10] kwam David Maasbach als winnaar naar voren, met 11,7 procent van de stemmen.[11]
- In 2003 kreeg David Maasbach het idee een eigen 'stad' te bouwen: Miracle City (Stad van Wonderen).[12] In deze 'stad' moeten onder meer een congreszaal, ruime geluids- en televisiestudio's en een megafamilieboekwinkel zijn te vinden. Dit grote project is niet verder gekomen dan de planningsfase.

## Boeken
- Waarom dopen? - ISBN 9064421528
- Waarom Heilig Avondmaal? - ISBN 9064421625
- Verlies nooit je geloof (autobiografie David Maasbach) - ISBN 9064420874
- Never lose faith! (vertaling autobiografie) - ISBN 9064421374 (gearchiveerd)
- Gebed: de geestelijke ademhaling van de christen - ISBN 9064424594
- Preken van David Maasbach - Volume 1 - ISBN 9064421668
- Preken van David Maasbach - Volume 2 - ISBN 9789064421709
- Ik hou van haar / Ik hou van hem – Tips voor een succesvol huwelijk (samen met zijn vrouw Regina) - ISBN 9789064421778
- Iedere dag met God - Dagboek voor al uw dagelijkse geloofsbelevenissen - ISBN 9789064422218
- Wereldschokkende gebeurtenissen - Jezus komt terug - ISBN 9789064422423
- Iedere dag met God / Volume II - Dagboek voor al uw dagelijkse geloofsbelevenissen - ISBN 9789064420979
- Iedere dag met God / Volume III - Dagboek voor al uw dagelijkse geloofsbelevenissen - ISBN 9789064421327
- De vergeten wonderen uit de Bijbel - de wonderen van Christus - ISBN 9789064421075
- De vergeten wonderen uit de Bijbel - de wonderen van het Oude Testament - ISBN 9789064421105
- De vergeten wonderen uit de Bijbel - de gelijkenissen van Christus - ISBN 9789064421167
- De vergeten wonderen uit de Bijbel - de Heilige Geest - ISBN 9789064421617